# 九兴大道站
九兴大道站位于中华人民共和国四川省成都市高新区九兴大道旁，是成都地铁5号线、8号线的一座地下换乘车站，因毗邻九兴大道而得名。本站5号线部分于2019年12月27日启用，8号线部分于2020年12月18日启用。

## 车站结构
本站为地下三层岛式站台车站，5号线、8号线构成L型站厅换乘。
|                   |  | 5号线往华桂路（科园） |
| 島式 · 開左邊车门 |  |                       |
|                   |  | 5号线往回龙（神仙树） |

|                                  |  | 8号线往桂龙路（永丰）   |
| 島式 · 開左邊车门 · 无障碍卫生间 |  |                         |
|                                  |  | 8号线往龙港（高朋大道） |

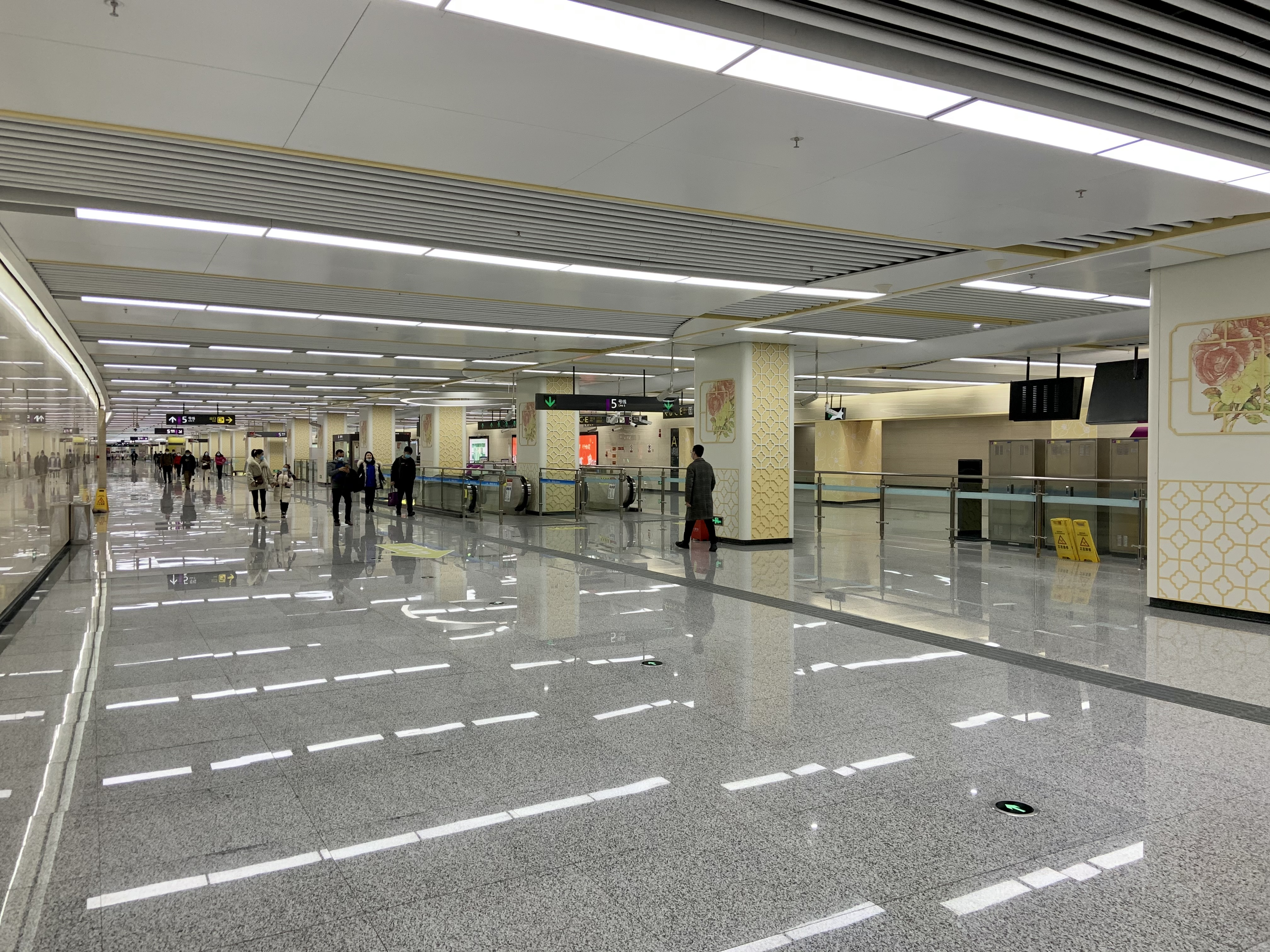
5号线站厅
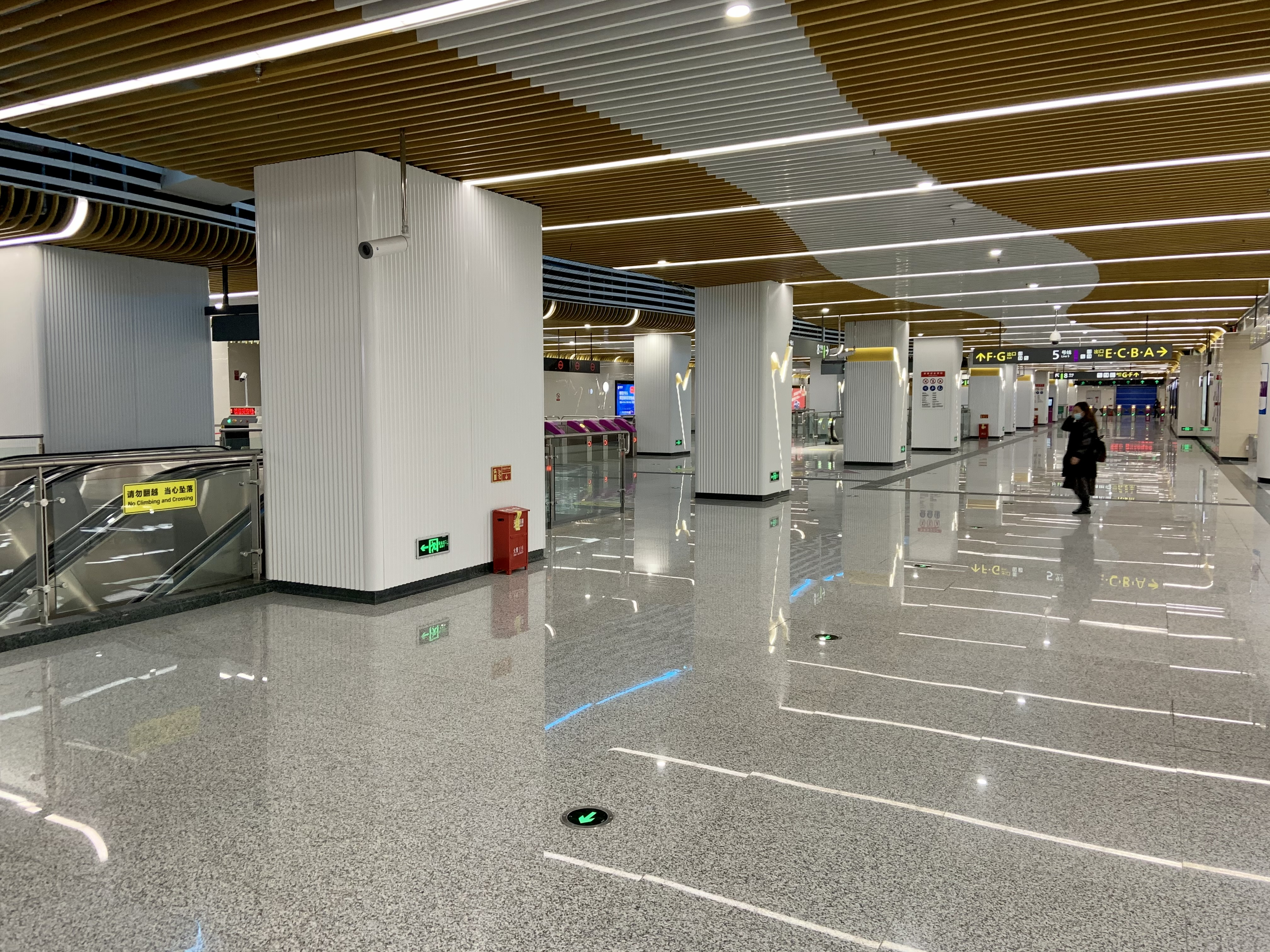
8号线站厅
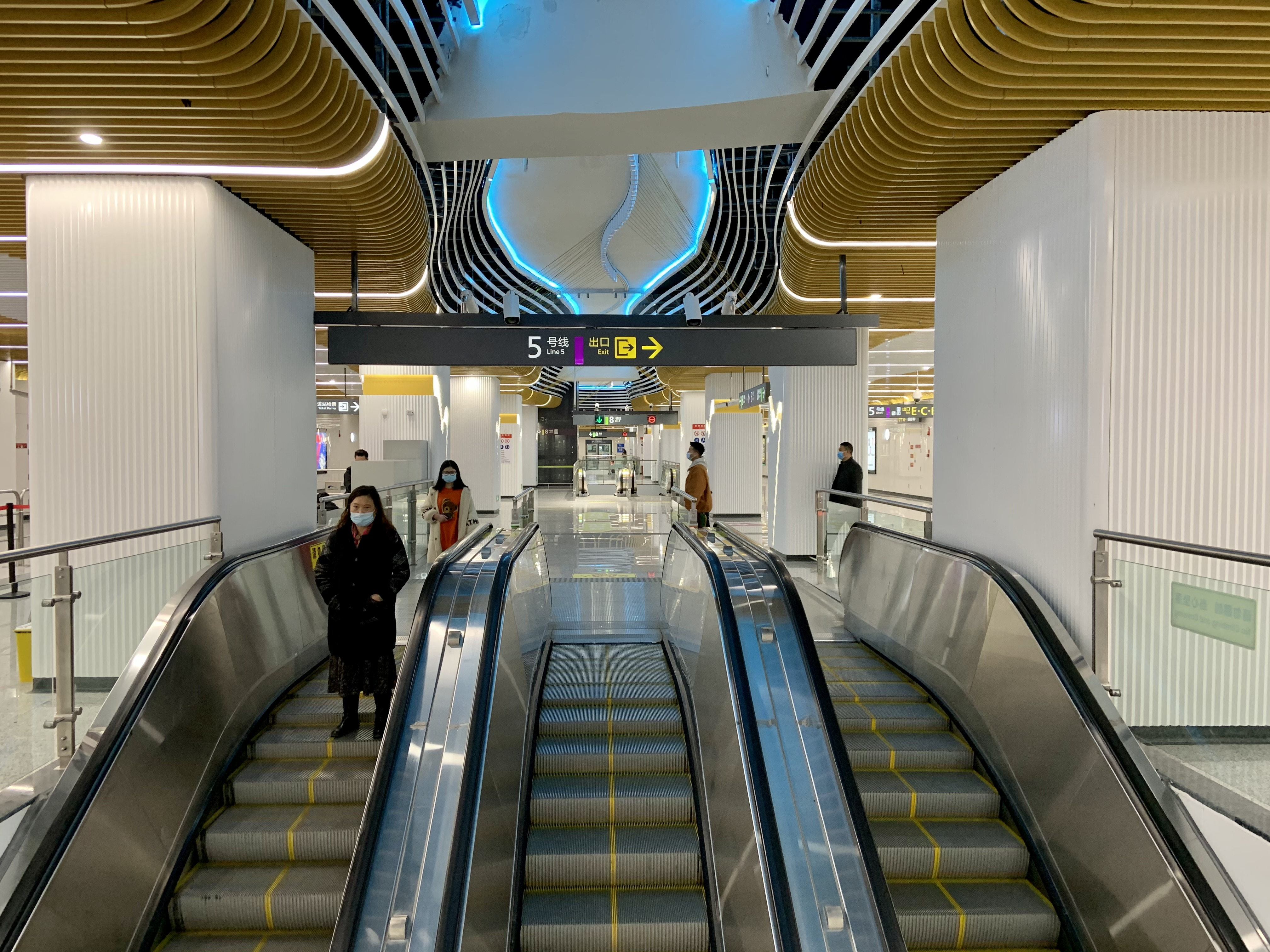
8号线站厅
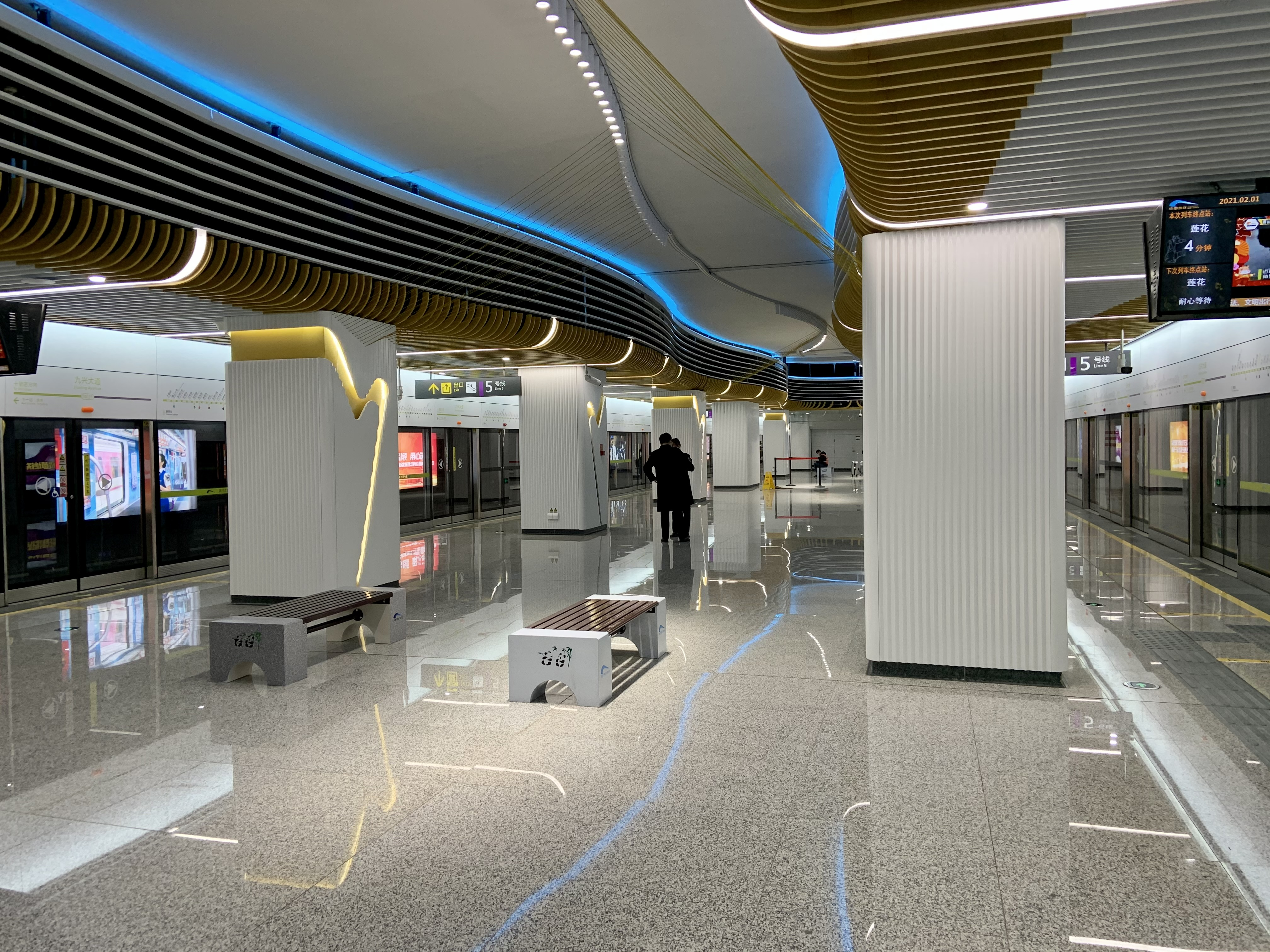
8号线站台
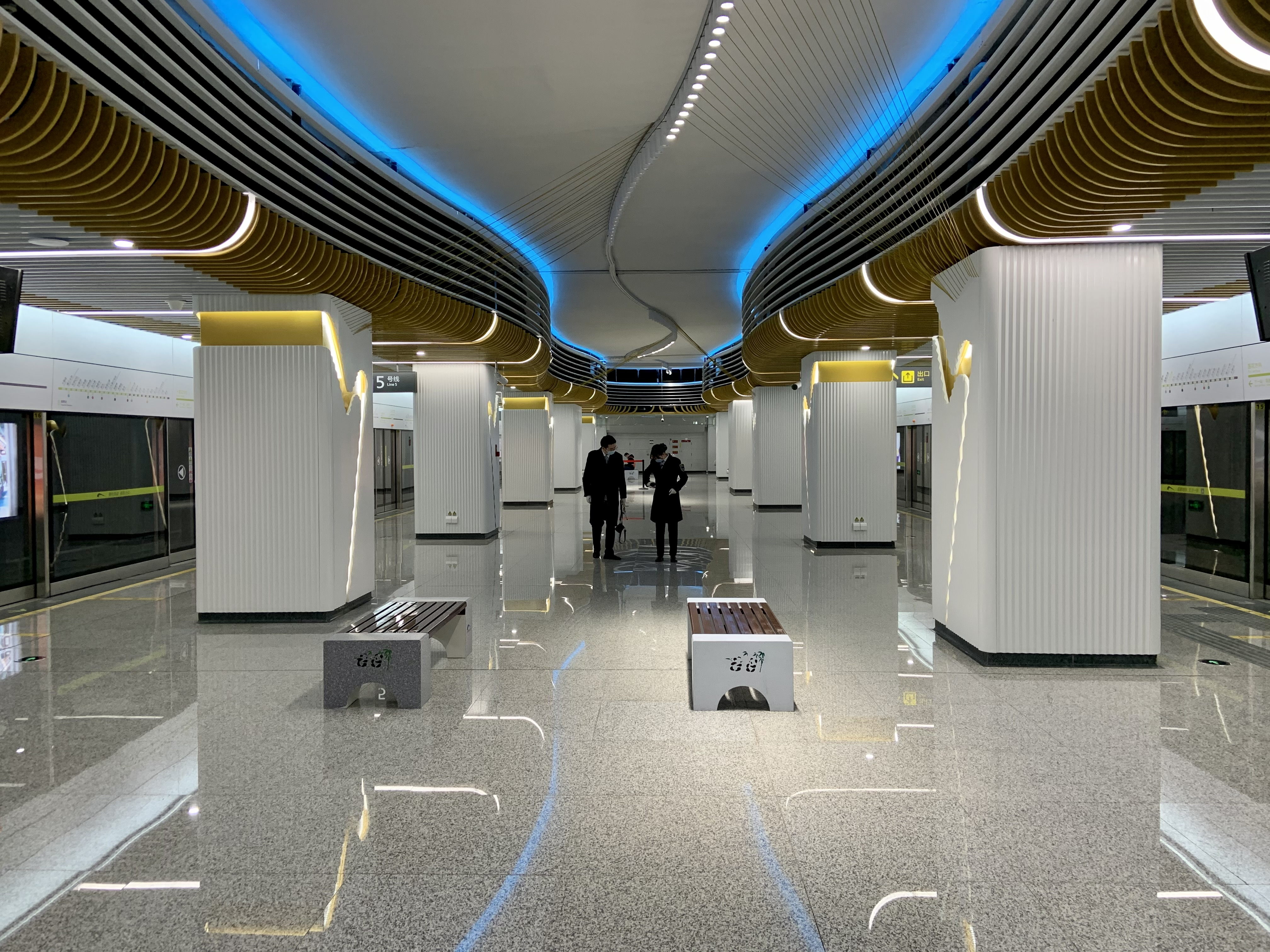
8号线站台
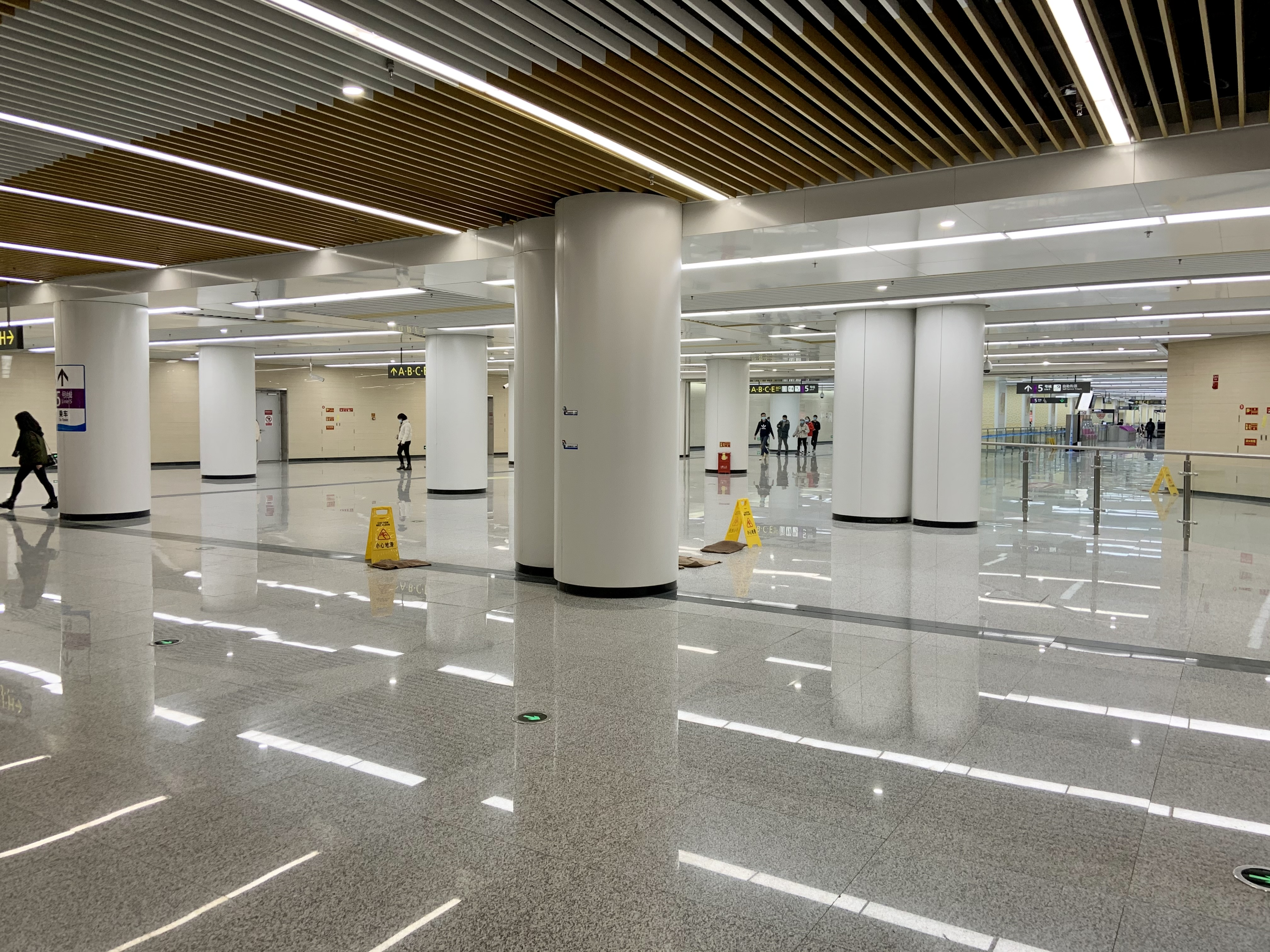
站厅换乘衔接处

## 内装与公共艺术
本站5号线部分为5号线中段标准艺术站之一。
5号线九兴大道站属于5号线中段成熟区车站，采用以黄色为主的基调设计。芙蓉和窗格元素贯穿出入口、立柱，地面采用白麻花岗岩铺装，简洁大气又易于清洁。
本站8号线部分特色主题为竖琴。

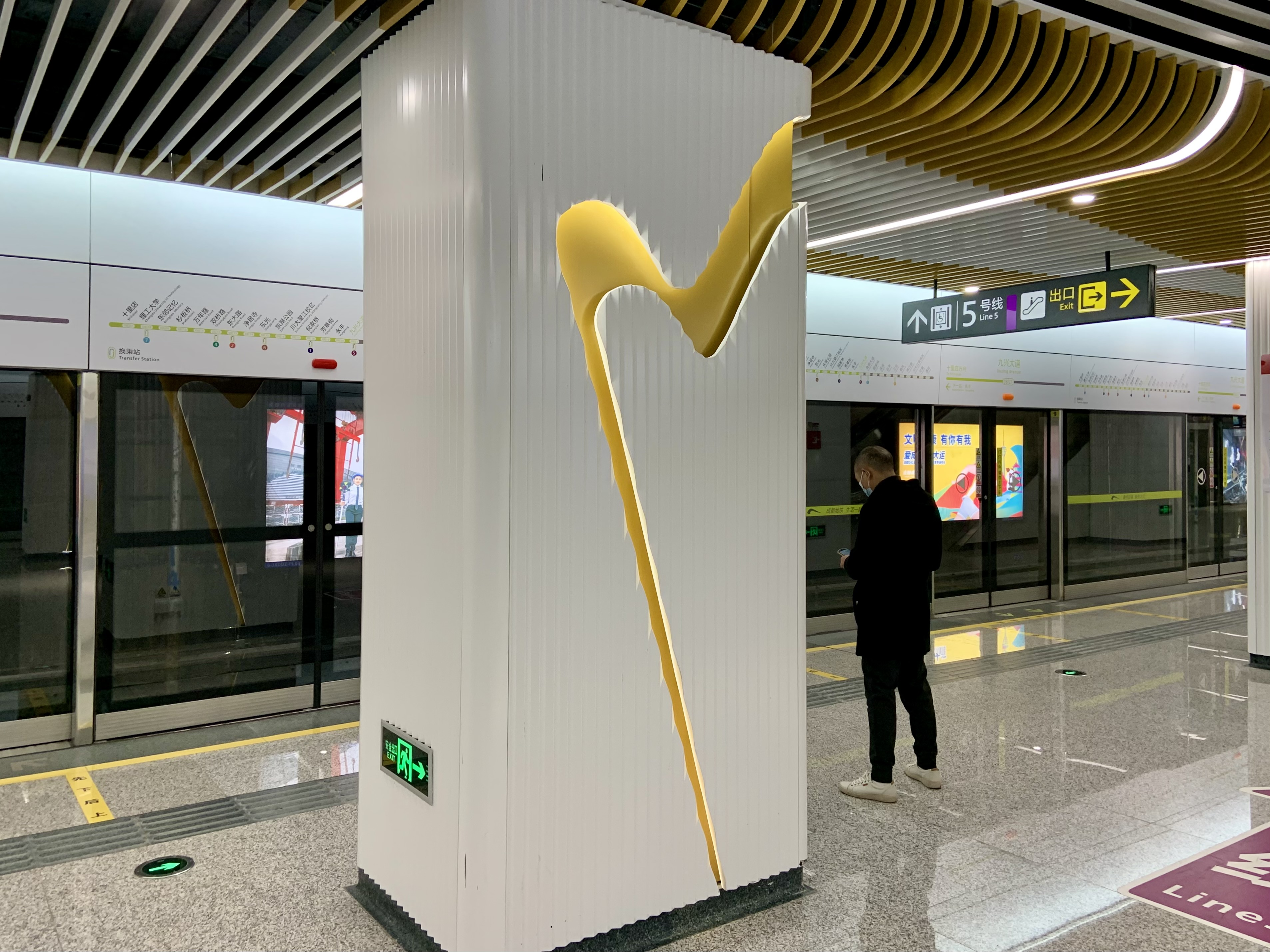
本站8号线区域立柱上竖琴造型的装饰

本站8号线站区为8号线20座一般艺术站之一，以“西洋律动”为灵感，以西方代表性乐器融入站点装修，并结合流线型天花板，打造出文化气息浓厚的乘车环境，反映线路周围繁荣的音乐文创产业。。

## 出入口
本车站目前开放10个出入口。
|                |            |              |                              |      |
|                |            |              |                              |      |
| 编号           | 设施       | 设施         | 指示                         | 照片 |
| 连通 5号线站厅 |            |              |                              |      |
|                | 无障碍电梯 | 无障碍电梯   | 高朋东路、九兴大道           |      |
| 出口 · B       |            |              | 高朋东路、九兴大道           |      |
| 出口 · C       |            |              | 创业路、九兴大道             |      |
| 出口 · E       | 无障碍电梯 | 无障碍电梯   | 高朋东路、高朋大道、九兴大道 |      |
| 连通 8号线站厅 |            |              |                              |      |
| 出口 · F · 1   |            |              | 高朋大道、科园二路           |      |
| 出口 · F · 2   |            |              | 高朋大道、九兴大道           |      |
| 出口 · G · 1   | 无障碍电梯 | 无障碍卫生间 | 高朋大道、九兴大道           |      |
| 出口 · G · 2   |            |              | 高朋大道、科园二路           |      |
| 出口 · H       |            |              | 高朋大道、九兴大道、高朋西路 |      |
| 出口 · J       |            |              | 高朋大道、九兴大道、科园三路 |      |